# Antiracisme

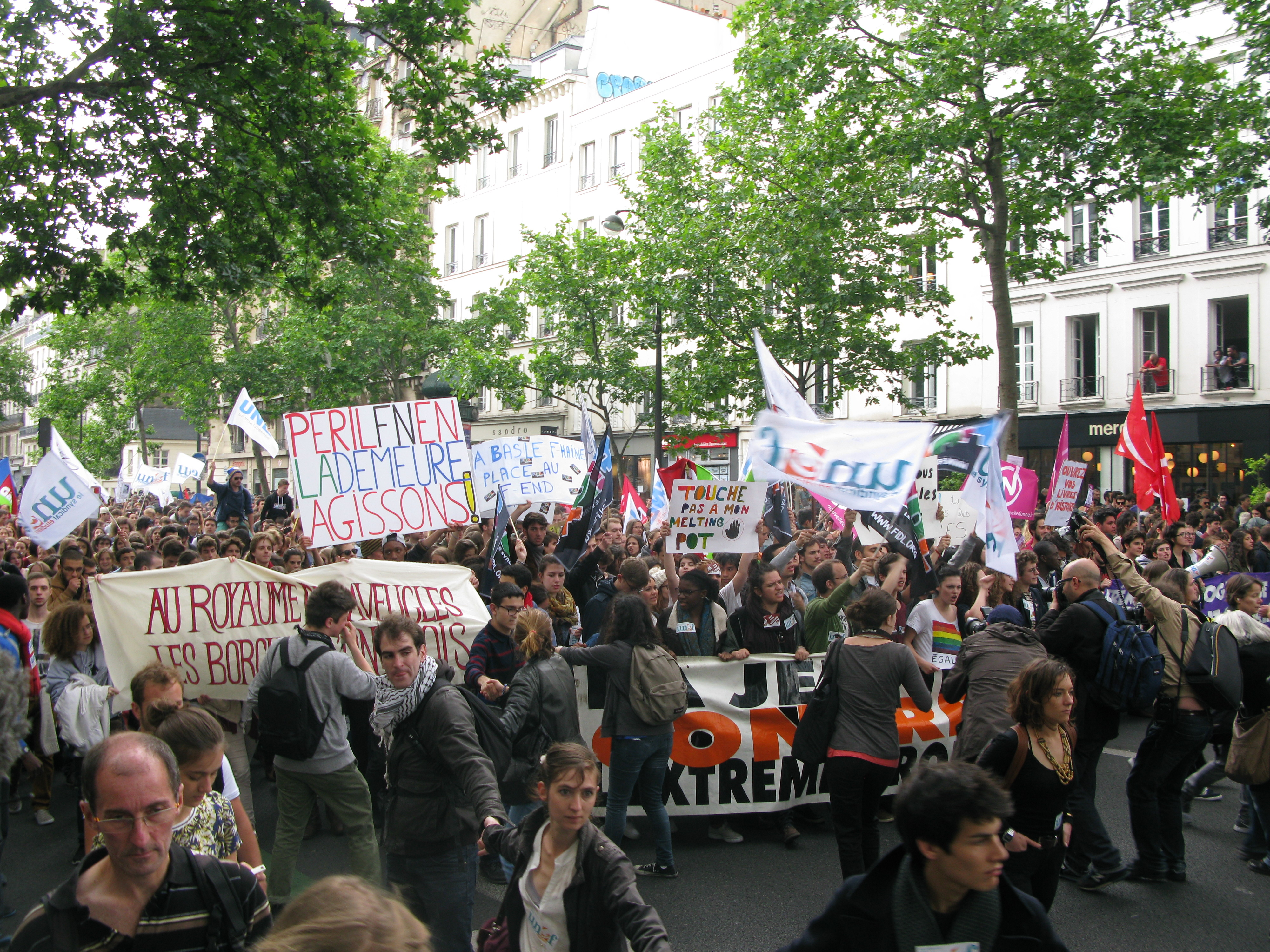
Manifestació antiracista a París durant les eleccions al Parlament Europeu de 2014.

L'antiracisme fa referència a la ideologia, els moviments socials i les polítiques públiques adoptades i desenvolupades en oposició al racisme i a favor de l'equitat i la igualtat d'oportunitats. En general, l'antiracisme busca promoure la idea que el racisme, en tant que idea equivocada, és tant nociu com generalitzat, i que són necessaris canvis sistemàtics, estructurals i individuals en les institucions, l'economia i la vida social per a erradicar-lo.